# Komora nabojowa

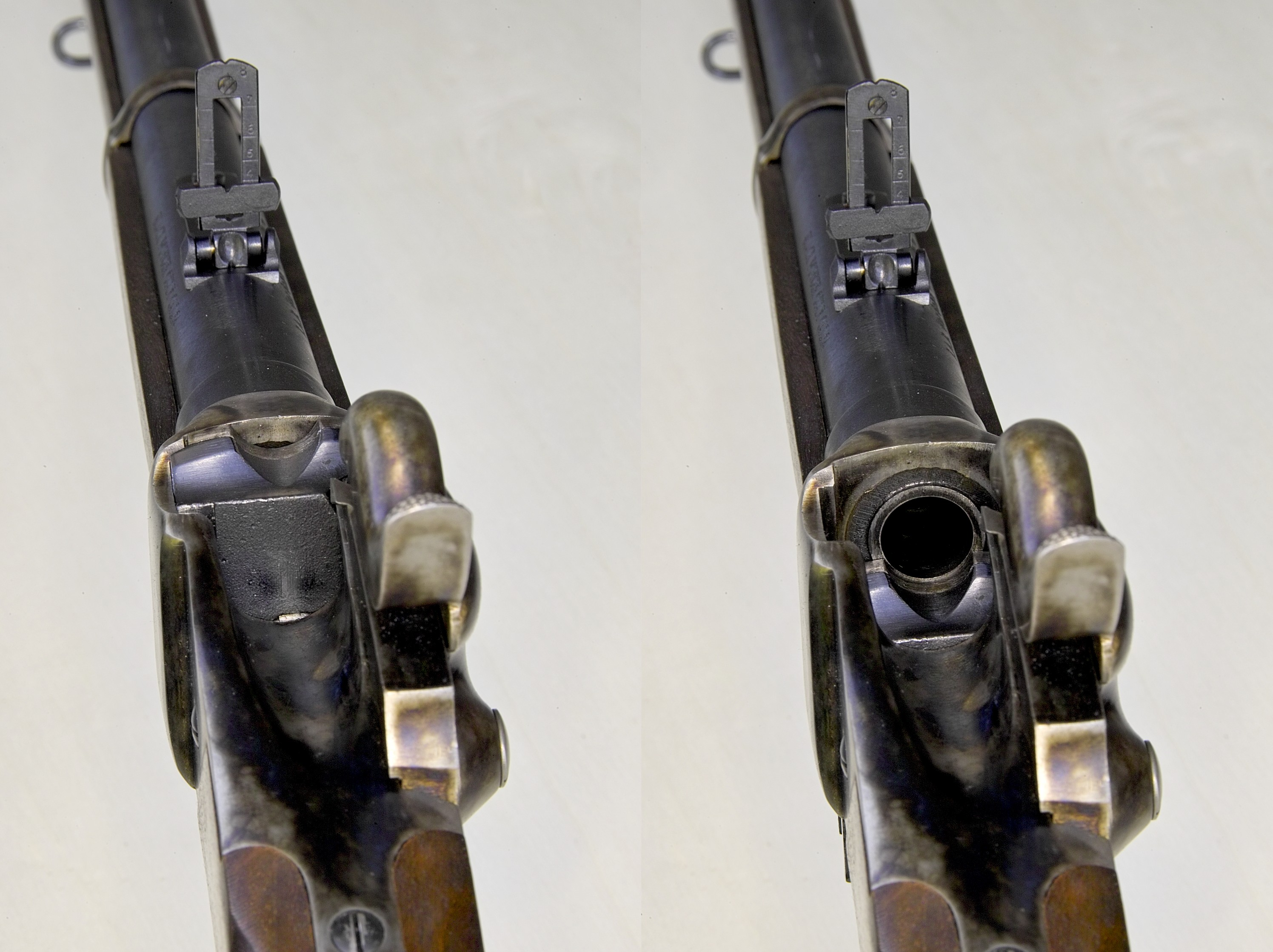
Zamknięta i otwarta komora nabojowa w karabinie Sharps

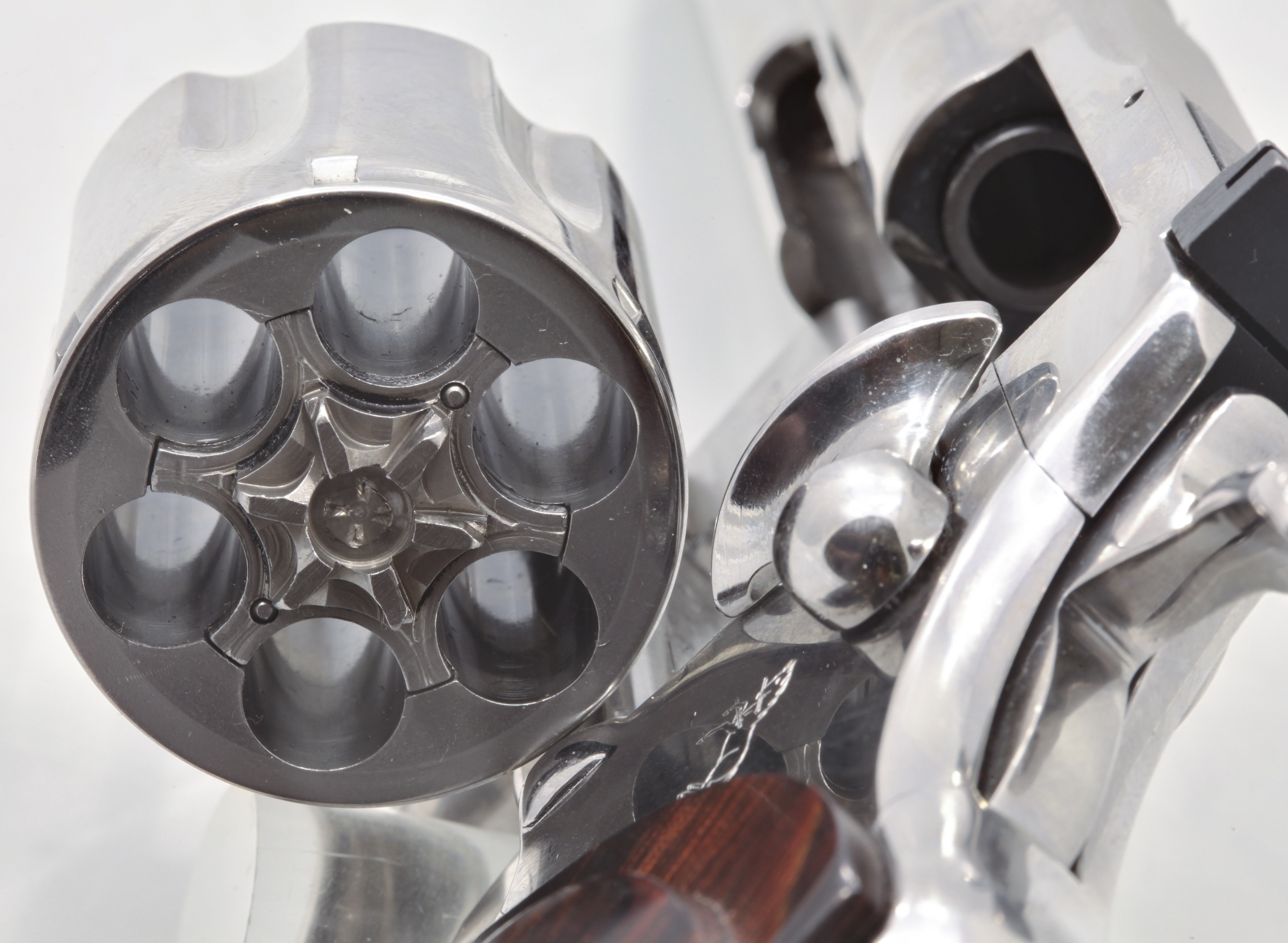
Komory nabojowe w bębnie rewolweru Colt Python

Komora nabojowa – tylna część przewodu lufy lub otwór w bębnie rewolwerowym, w której umieszcza się nabój.
W broni odtylcowej jej wlot jest zamykany zamkiem. Ma najczęściej kształt i rozmiar odpowiadające kształtowi łuski naboju. Posiada powierzchnię, która składa się z kilku stożków o średnicy większej od kalibru lufy. Stożek który łączy komorę z częścią prowadzącą przewodu lufy nazywany jest stożkiem przejściowym. Kształt stożkowy komory ułatwia ładowanie broni i wyciąganie łuski po strzale.
Komora nabojowa ze względu na przenoszenie w momencie strzału najwyższych ciśnień ma zazwyczaj grubsze ścianki niż reszta lufy.

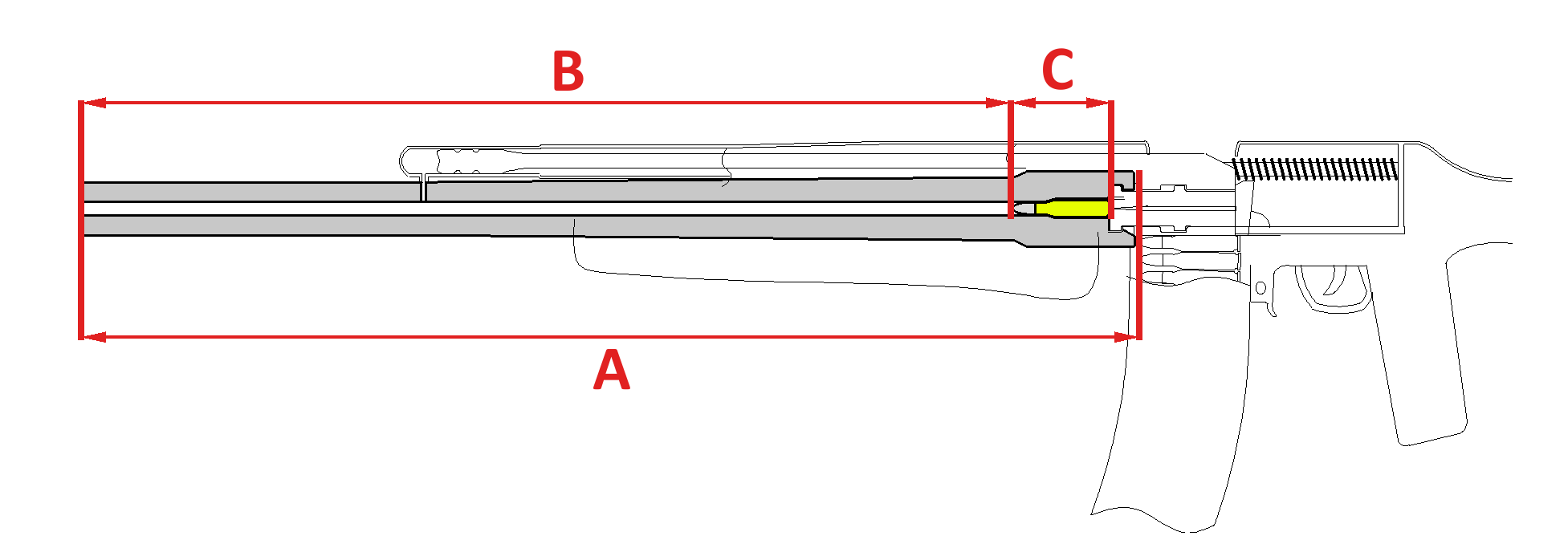
Główne elementy lufy: A – lufa, B – przewód lufy, C – komora nabojowa
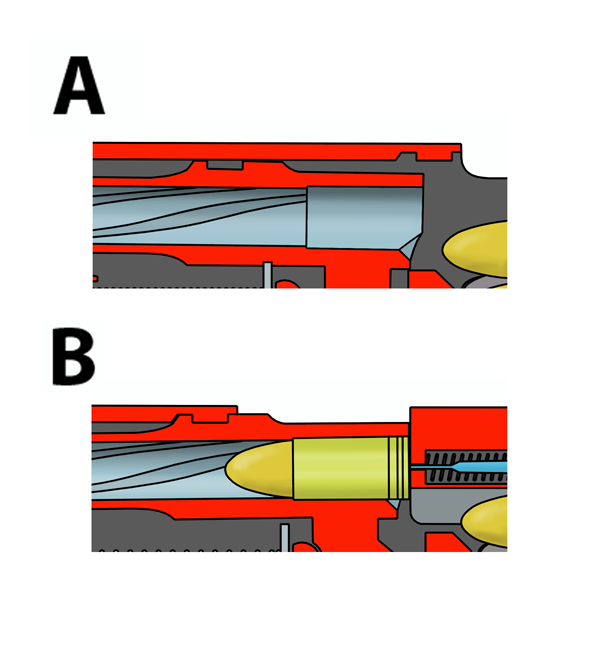
Komora nabojowa pistoletu: A – pusta, przed załadowaniem naboju, B – załadowana nabojem